# Musca repens
Musca repens là một loài ruồi trong họ Tachinidae.